# Millettia puguensis
Millettia puguensis är en ärtväxtart som beskrevs av Jan Bevington Gillett. Millettia puguensis ingår i släktet Millettia och familjen ärtväxter. Inga underarter finns listade i Catalogue of Life.